# 法拉利F2004
F2004是法拉利車隊在2004年世界一级方程式锦标赛中的比賽用車。F2004以2003年世界一级方程式锦标赛的比賽用車F2003-GA为基础，底盘由Rory Byrne、阿尔多·科斯塔和John Iley设计，罗斯·布朗擔任技术总监，Paolo Martinelli负责领导设计发动机。迈克尔·舒马赫駕駛F2004獲得當賽季的冠軍。